# Matthias Lang
Matthias Lang, né le 20 mai 1977 à Antony, est un cavalier de Voltige français. 

## Biographie
Il est champion du monde en individuel en 2000 à Mannheim et en 2002 à Jerez. En 2000, le mensuel L'Éperon l'a élu « homme de l'année ». En 2003, il remporte le prix Bernard Destremau de l’Académie des Sciences Morales et Politiques, qui récompense les athlètes sachant concilier le sport de compétition à haut niveau et la poursuite d'études supérieures. 

## Palmarès
- Championnat de France :

Vainqueur en 1994, 2001, 2002, 2003, 2006
- Championnat d'Europe :
  -  Champion d'Europe en 2001
  -  Champion d'Europe en 2003

- Championnat du monde
  -  Vice-champion du monde en 1998
  -  Champion du monde en 2000[3]
  -  Champion du monde en 2002 lors des Jeux équestres mondiaux
  -  Vice-champion du monde en 2004 (individuel)